# Otto Werner
Otto Werner (född 1 februari 1879, död 1936) var en tysk läkare, efter vilken Werners syndrom – en form av progeria, är uppkallat. Som medicinstudent 1903 observerade Werner syndromet hos fyra syskon, alla i 30-årsåldern. Han dokumenterade sina iakttagelser i en avhandling 1904.
Werner föddes i Flensburg och gick i skola i Kiel. Han läste medicin på Christian-Albrechts-Universität i Kiel där han tog examen 1904. Till en början tjänstgjorde han som arméläkare vid infanteriregementet i Holstein. Efter att han hade gift sig, 1906, bosatte han sig i Eddelak, en liten tysk stad nära den danska gränsen. Där öppnade han en liten läkarpraktik där var han sedan bosatt till sin död 1937.